# アンガス・ガン
アンガス・フレイザー・ジェームズ・ガン（Angus Fraser James Gunn、1996年1月22日 - ）は、イングランド・ノリッジ出身のプロサッカー選手。プレミアリーグ・ノッティンガム・フォレストFC所属。スコットランド代表。ポジションはGK。

## 経歴

### クラブ
地元クラブのノリッジ・シティFCでプレーを始め、2011年にマンチェスター・シティFCのアカデミーに入団。2013年6月、クラブと最初のプロ契約を結んだ。
2017-18シーズンはユース時代を過ごしたノリッジにレンタル移籍。シーズン開幕戦のフラムFC戦でプロデビュー。2017年8月16日のクイーンズ・パーク・レンジャーズFC戦で初完封。
2018年7月10日、サウサンプトンFCと5年契約を結んだことが発表された。
2020年10月16日、ストーク・シティFCにレンタル移籍。
2021年6月23日、ノリッジ・シティFCと4年契約を結び完全移籍した。加入後は、ティム・クルルとポジションを争いながら出場を続けるも、完全に正GKに定着することは出来ず、チームも2部降格となった。
2025年8月6日、ノッティンガム・フォレストFCへ完全移籍することが発表された。

### 代表
アンダー世代からイングランド代表歴がある。
2017年11月、負傷離脱したジャック・バトランドに代わり、ブラジル代表との親善試合に参加するメンバーに初招集された。
2023年3月25日、UEFA EURO 2024予選第1節キプロス戦に先発出場し、スコットランド代表デビューを果たした。
2024年、EURO2024に出場するスコットランド代表メンバーに選出された。

## 人物
父親は元サッカースコットランド代表ゴールキーパーで、ノリッジ・シティFCなどで活躍したブライアン・ガン。母親はアーティストのスーザン・ガン。

## タイトル

### クラブ
U-21イングランド代表
- トゥーロン国際大会 : 2016[11]